# Edmund Tudor (hrabia Richmond)
Edmund Tudor (ur. ok. 1430 w Much Hadham Palace, zm. 1 listopada 1456 w Carmarthen Castle) – angielski arystokrata, hrabia Richmond od 1452 r., najstarszy syn Owena Tudora i Katarzyny Walezjuszki, ojciec króla Anglii Henryka VII.

## Życiorys
Urodził się ok. 1430 r. jako syn Owena Tudora, ubogiego walijskiego szlachcica i Katarzyny Walezjuszki, królewny francuskiej i wdowy po królu Anglii Henryku V. Ze strony matki był wnukiem króla Francji Karola VI Szalonego. Dokładna data narodzin Edmunda nie jest znana, ponieważ małżeństwo jego rodziców zostało zawarte w sekrecie ze względu na różnicę stanów. Edmund mógł się urodzić jako dziecko nieślubne. Miał kilkoro rodzeństwa m.in. brata Jaspera.
Po śmierci matki jego przyrodni brat, król Anglii Henryk VI, uznał go jednak jako pełnoprawnego syna Katarzyny i Owena oraz nadał mu w 1452 r. tytuł hrabiego Richmond. W grudniu 1452 r. Edmund został pasowany na rycerza.
1 listopada 1455 r. w zamku Bletsoe w Bedfordshire poślubił 12-letnią Małgorzatę Beaufort, jedyną córkę Jana Beauforta, 1. księcia Somerset i Margaret Beauchamp of Bletso. Małgorzata była prawnuczką Jana z Gandawy, 1. księcia Lancaster.
Edmund sprawował funkcję namiestnika królewskiego w Walii. W sierpniu 1456 r. został uwięziony przez popierającą linię Yorków rodzinę Herbertów i osadzony w zamku Carmarthen. Zmarł na dżumę 1 listopada 1456 r., nie odzyskując wolności. Wdowa po nim kilkanaście tygodni później urodziła syna Henryka, który w 1485 r. po pokonaniu Ryszarda III z linii Yorków został królem Anglii. Małgorzata przeżyła męża o 53 lata.